# Cray-1
Cray-1 a fost un supercomputer făcut și creat de Cray Research în 1975. Peste 100 de mașini Cray-1 au fost vândute, facându-l unul dintre cele mai de succes supercomputere din lume între anii 1976 și 1982. A fost primul supercomputer care sa implementeze design-ul de procesor vector. Arhitectul lui a fost Seymour Cray.
Istoria acestui supercomputer a început să fie patentată în 1968,când prototipurile erau numite "CD XY00" unde X și Y sunt niște numere special selectate.

## Specificații
Cray-1 folosea circuite integrate, un gate NOR 5-4 dual și un gate MECL mai încet-răspunzător. Avea de asemenea și "RAM static" folosit pentru registre și un SRAM (RAM static) mai mare pentru memoria sistemului.
Circuitele integrale erau montate pe 5 plăcuțe, cu pana la 144 circuite integrate pe plăcuță și puse în rack-uri de 710 mm.
Cray-1 a fost construit ca un sistem de 64 de biți și o performanță de 80 MIPS (instrucțiuni pe secundă). Primul model,Cray 1-A,cântărea în jur de 5500 kg (sau 5,5 tone).

## Alte modele
- Cray-1S (1979), având o memorie mult mai mare decât originalul Cray-1
- Cray-1M (1982), având o viteză mai mare (de 12 nanosecunde)

## Galerie

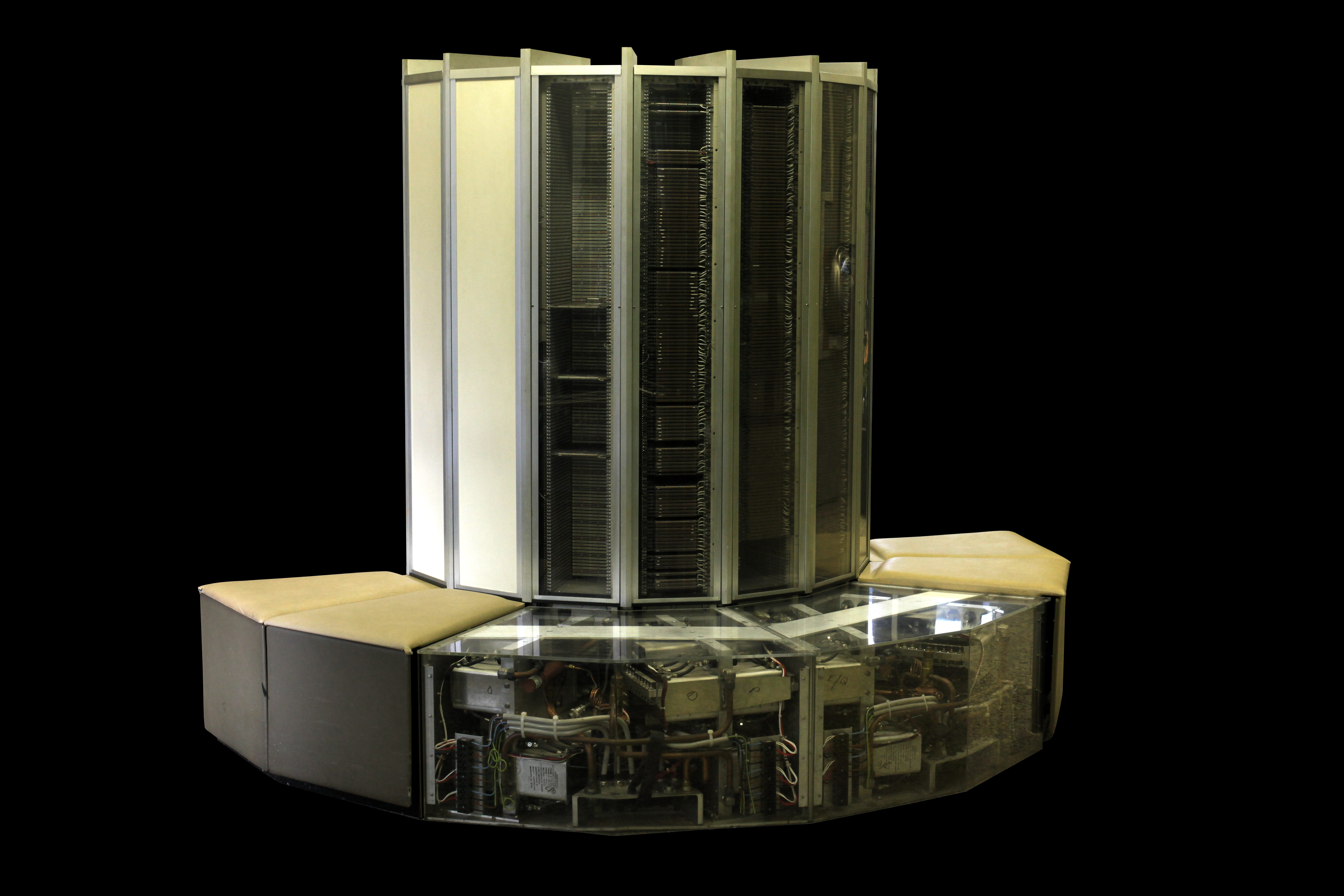
Circuitele integrale expuse
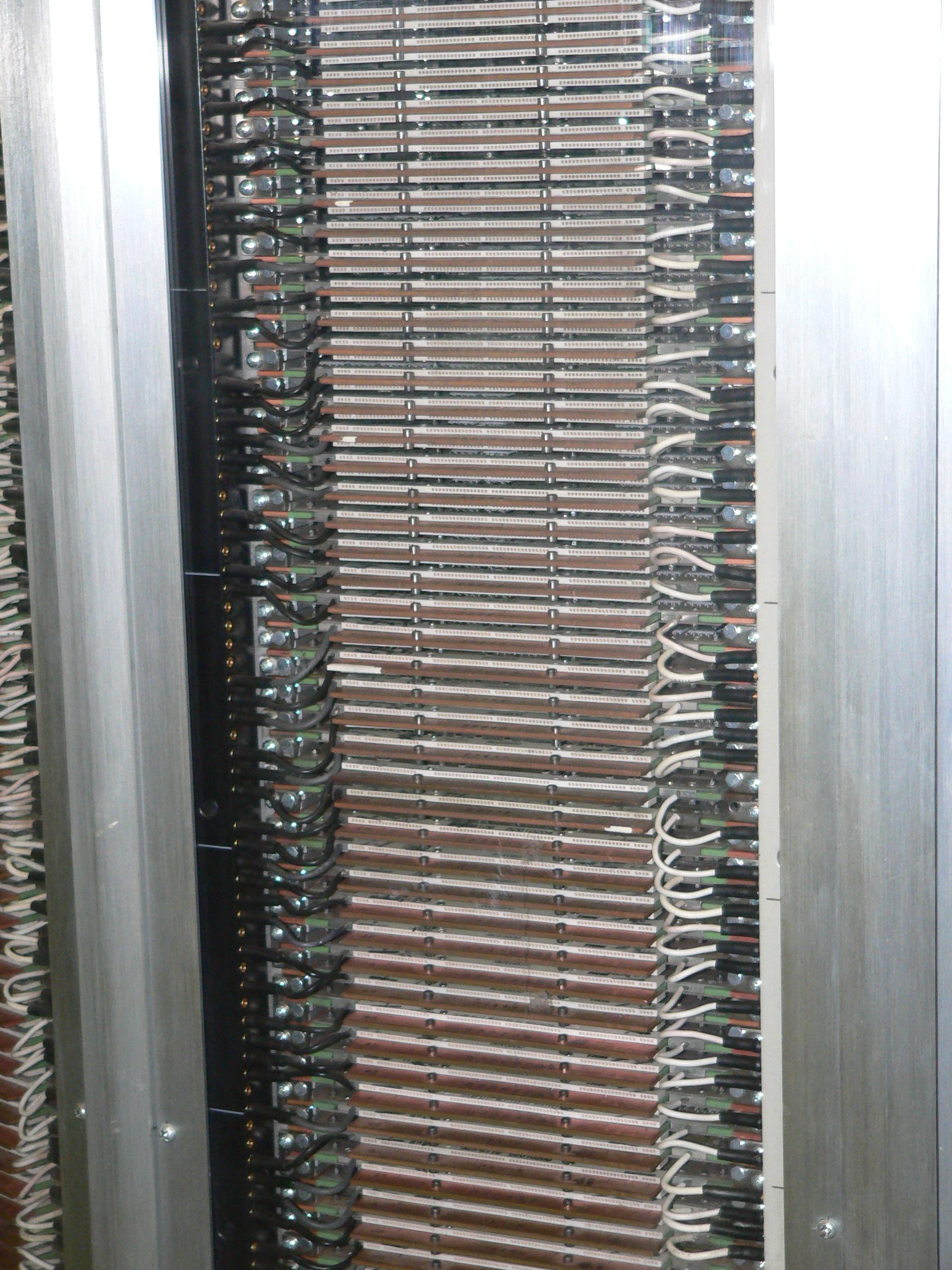
Plăcuțele logice
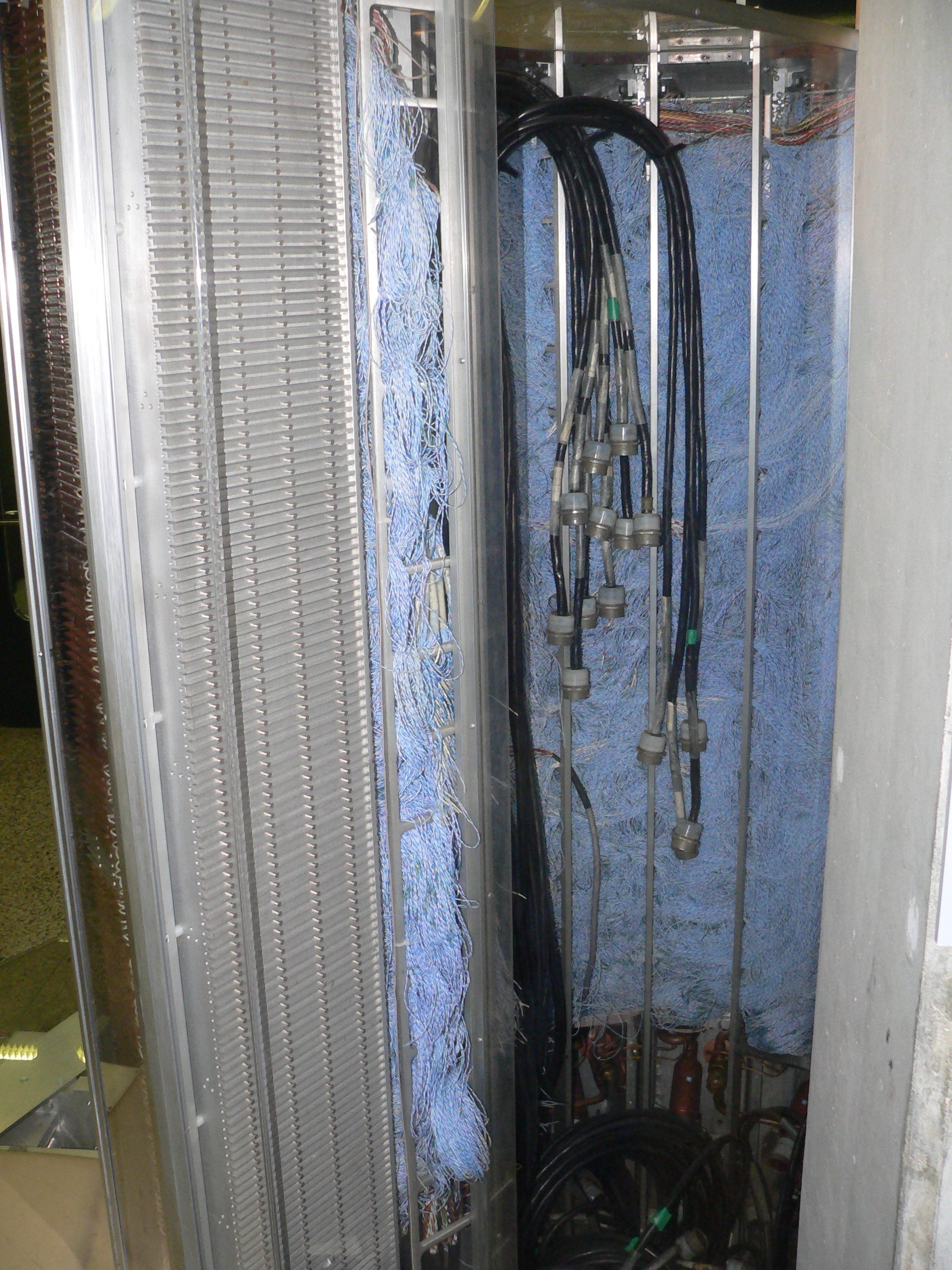
Înăuntrul turnului
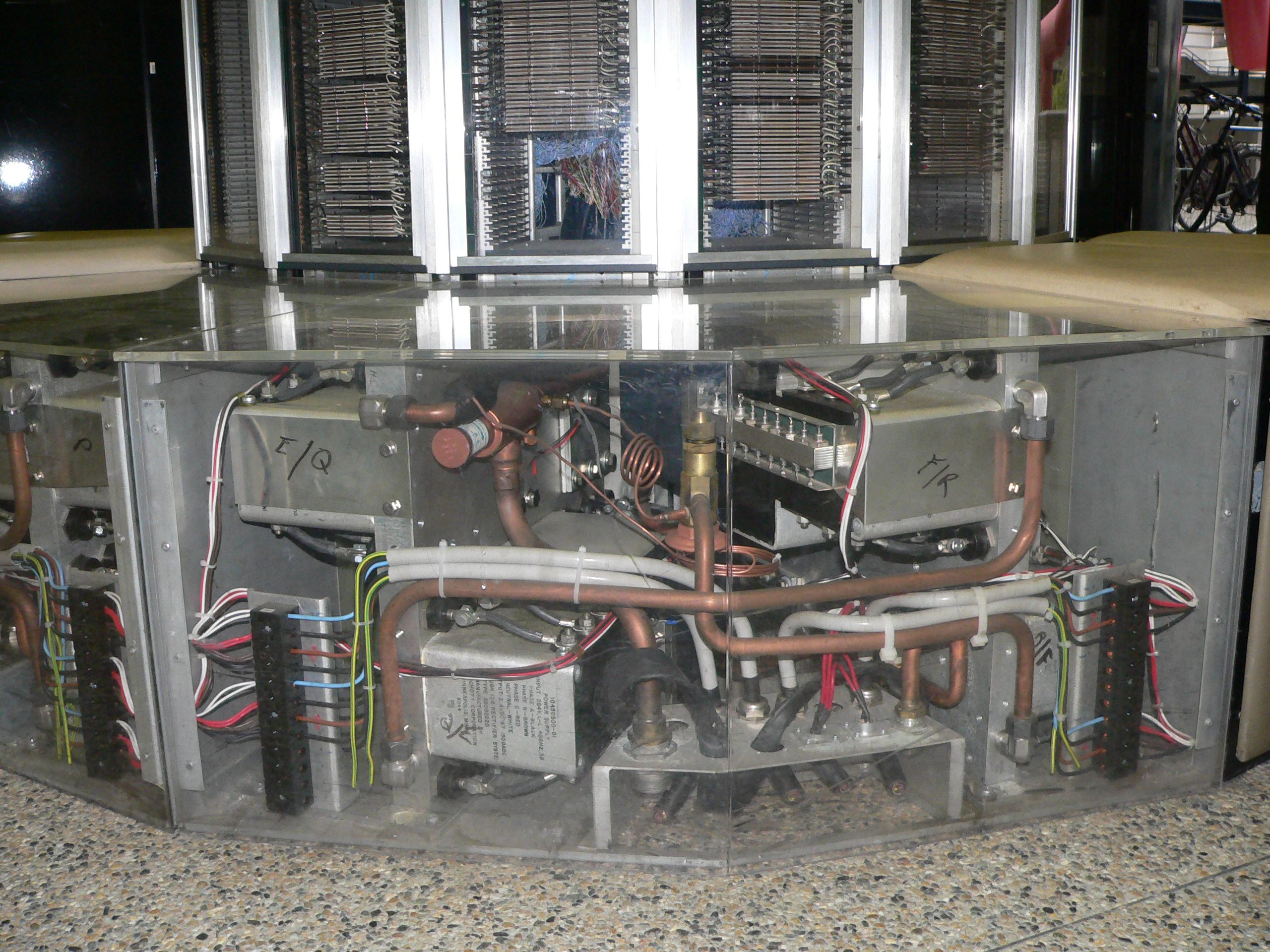
Sistemul de răcire
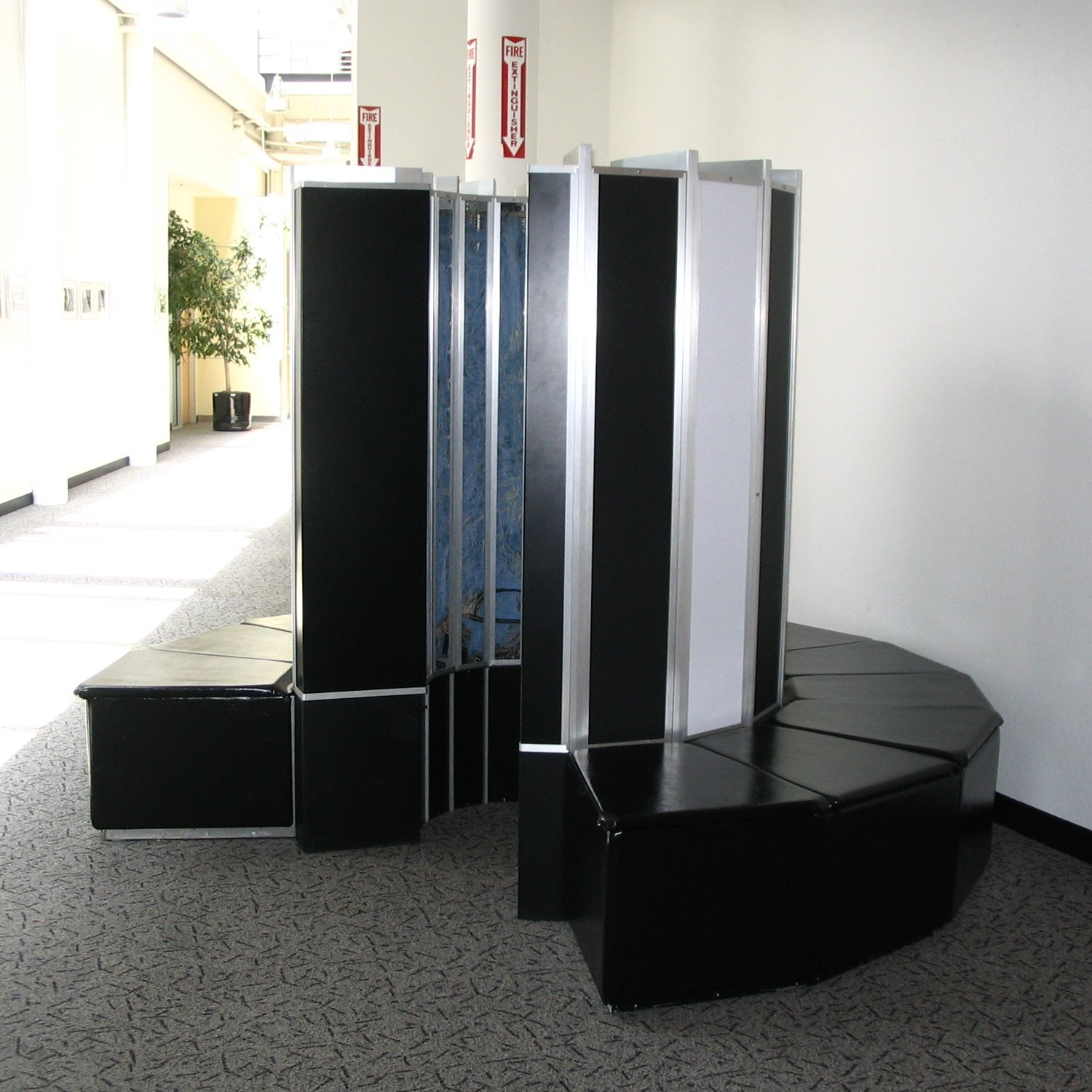
Așa arată Cray-1
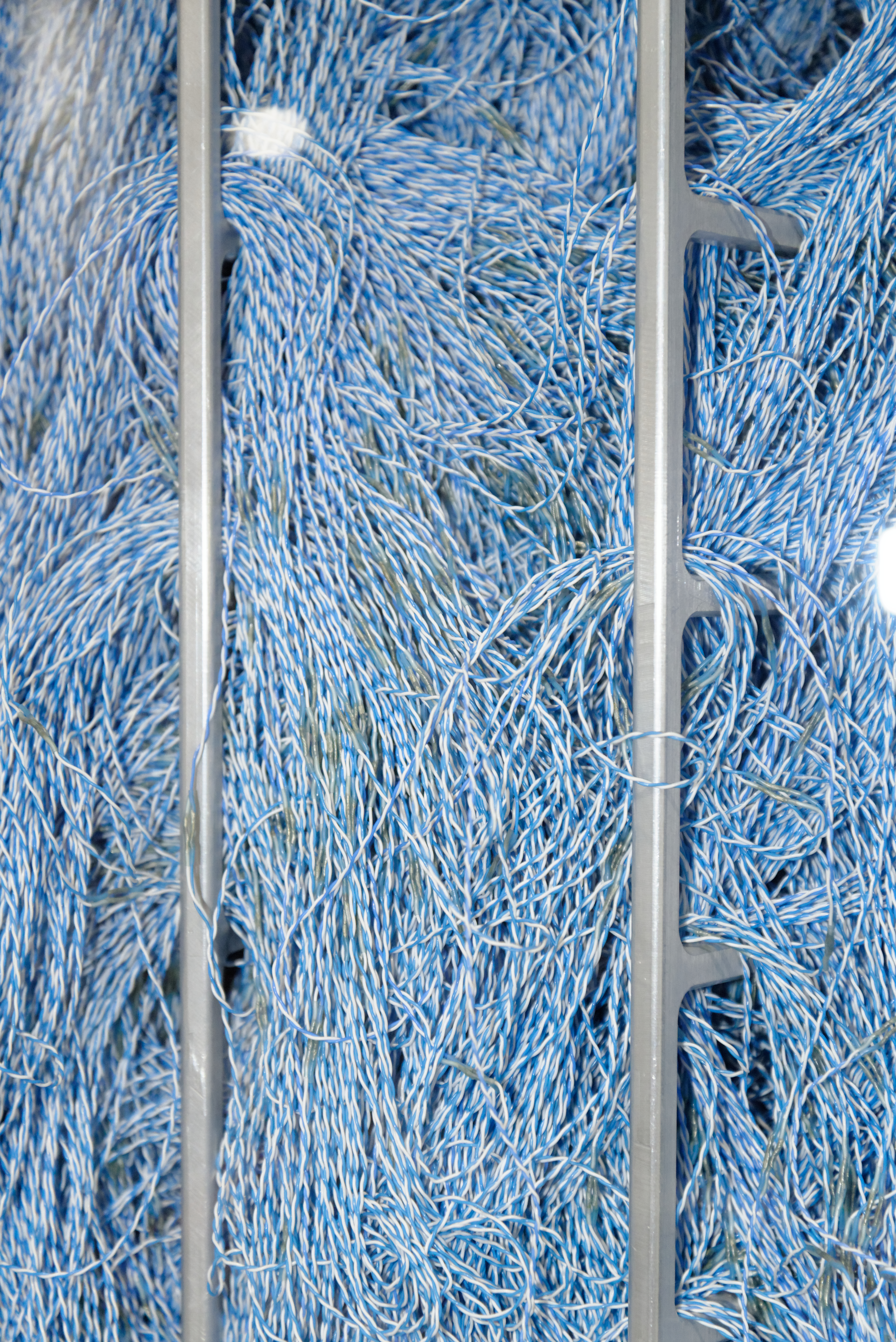
Câteva dintre cablurile folosite pentru circuitele integrale
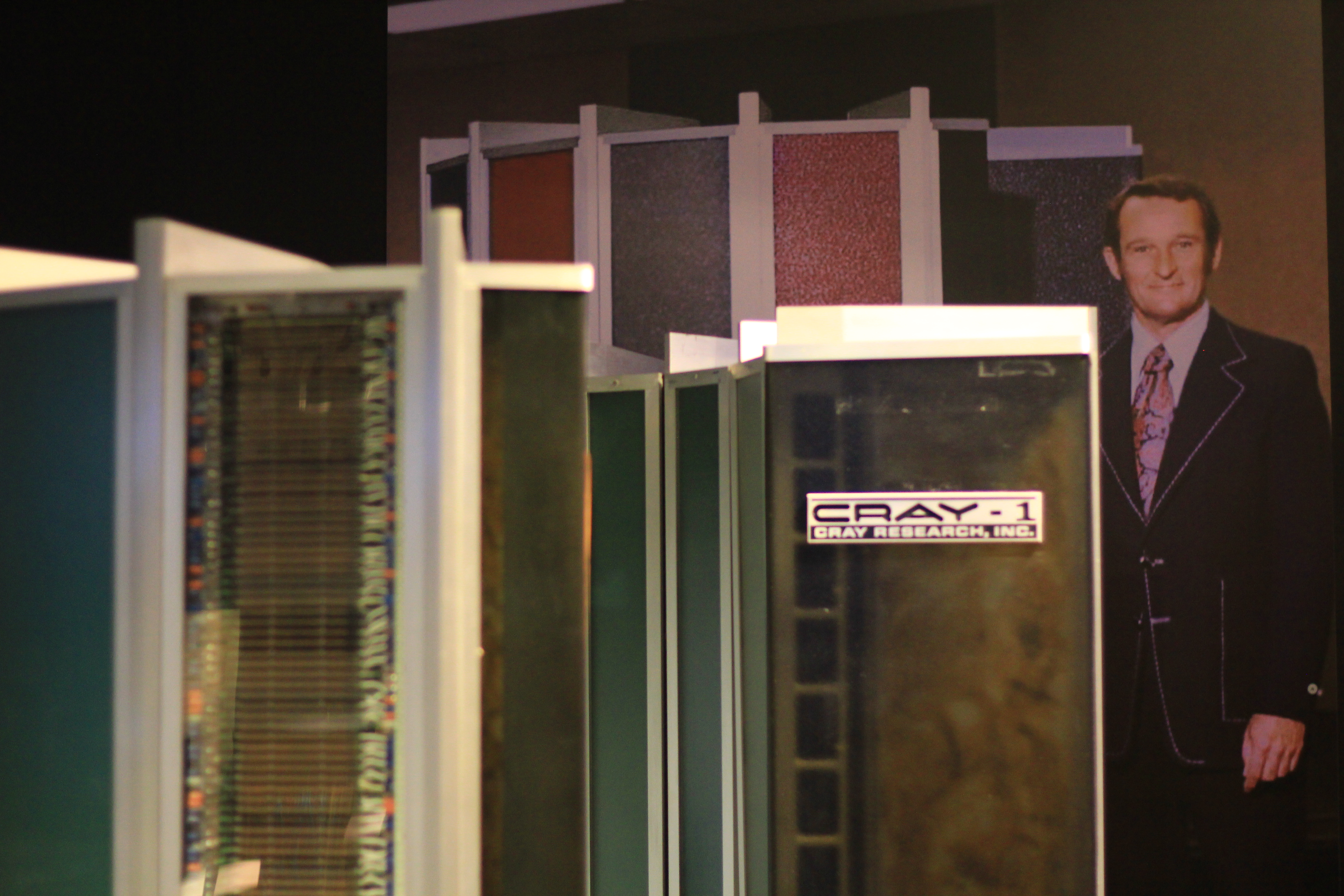
Seymour Cray (arhitectul) lângă Cray-1-l său propriu